# Ájit Benhaddu
Ájit Benhaddu (berber: ⴰⵢⵜ ⴱⴻⵏⵃⴰⴷⴷⵓ Ath Benhadu, arab: آيت بن حدّو , nyugati nyelvekre átírva Aït Benhaddou) egy marokkói erődített falu (kszár) a Szúsz-Mássza-Draa (Souss-Massa-Drâa) régióban. A falu közvetlenül az Ounila folyó partján fekszik és valamikor a Marrakes–Timbuktu karavánútvonalat ellenőrizte. 1987 óta szerepel az UNESCO világörökség listáján.

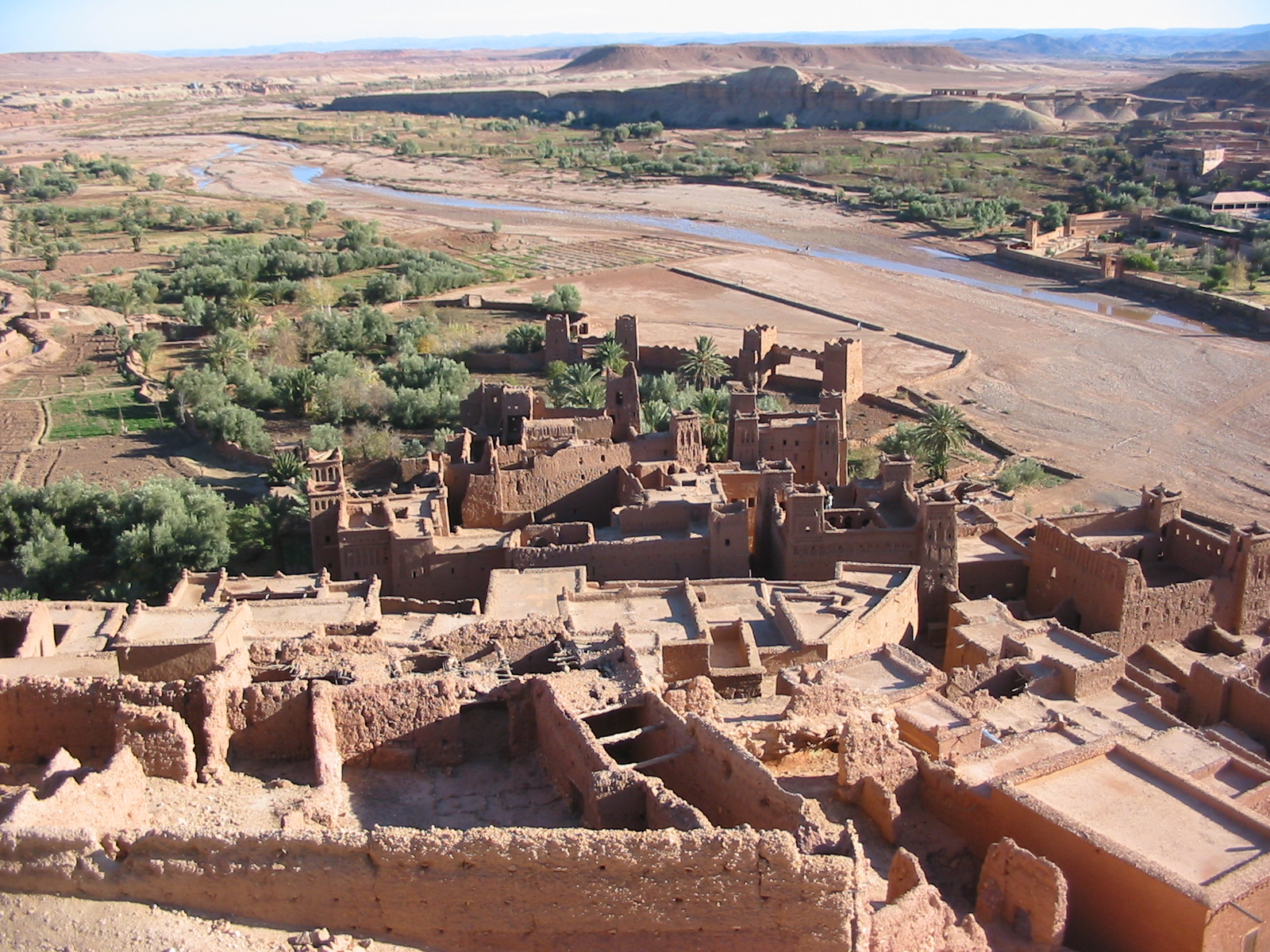

## Elhelyezkedése
A falu Marrákestől több mint száz kilométernyire délkeletre és Varzázát (Ouarzazate) városától 30 km-re északnyugatra található. A lakosok többsége ma már a (többnyire kiszáradt) folyó túloldalán fekvő új faluban él, de a régi megerődített vályogépületekben is lakik még néhány család.

## Története
A település a Ben Haddou berber klán központja volt. Az Almorávidák idején ők ellenőrizték a Szaharán átvezető karavánutat. A kszár azonban később, a XII.-XVI. század között épült. Lakosainak számát is csak becsülni lehet, körülbelül ezren élhettek a szorosan egymás mellé épült kaszbákban. Az eredetileg ablaktalan vályogtornyok belső udvarokat vesznek körbe. A földszinten istállók és raktárak voltak, a felsőbb szinteken pedig lakóhelyiségeket rendeztek be. A településen nem volt minaret. A régi berber falvakban csak imaszobák voltak, minareteket csak a városokban emeltek.
A falu egy domb tövébe (illetve alsó lejtőjére) épült, a domb tetején 17. sz.-i erőd romjai láthatók.
Bár néhány család lakik még a kszárban, a fiatalok elvándorlása és az egyre fokozódó turistafolyam miatt a település valószínűleg múzeummá válik majd. Az új település is egyre inkább a turisták kiszolgálására rendezkedik be.

## A filmművészetben
Aït Benhaddou számos film díszleteként szerepelt, az épületegyüttestől kissé távolabb látható vályogfal a városkapuval is filmdíszletnek épült.
Itt forgatott filmek:
- Szodoma és Gomorra (1963)
- Aki király akart lenni (1975)
- Az üzenet (1976)
- A názáreti Jézus (1977)
- Időbanditák (1981)
- Marco Polo (1982)
- A Nílus gyöngye (1985)
- Halálos rémületben (1987)
- Krisztus utolsó megkísértése (1988)
- Oltalmazó ég (1990)
- Kundun (1997)
- A múmia (1999)
- Gladiátor (2000)
- Nagy Sándor, a hódító (2004)
- Mennyei királyság (2005)
- Perzsia hercege: Az idő homokja (2010)